# Berenkuil (verkeer)

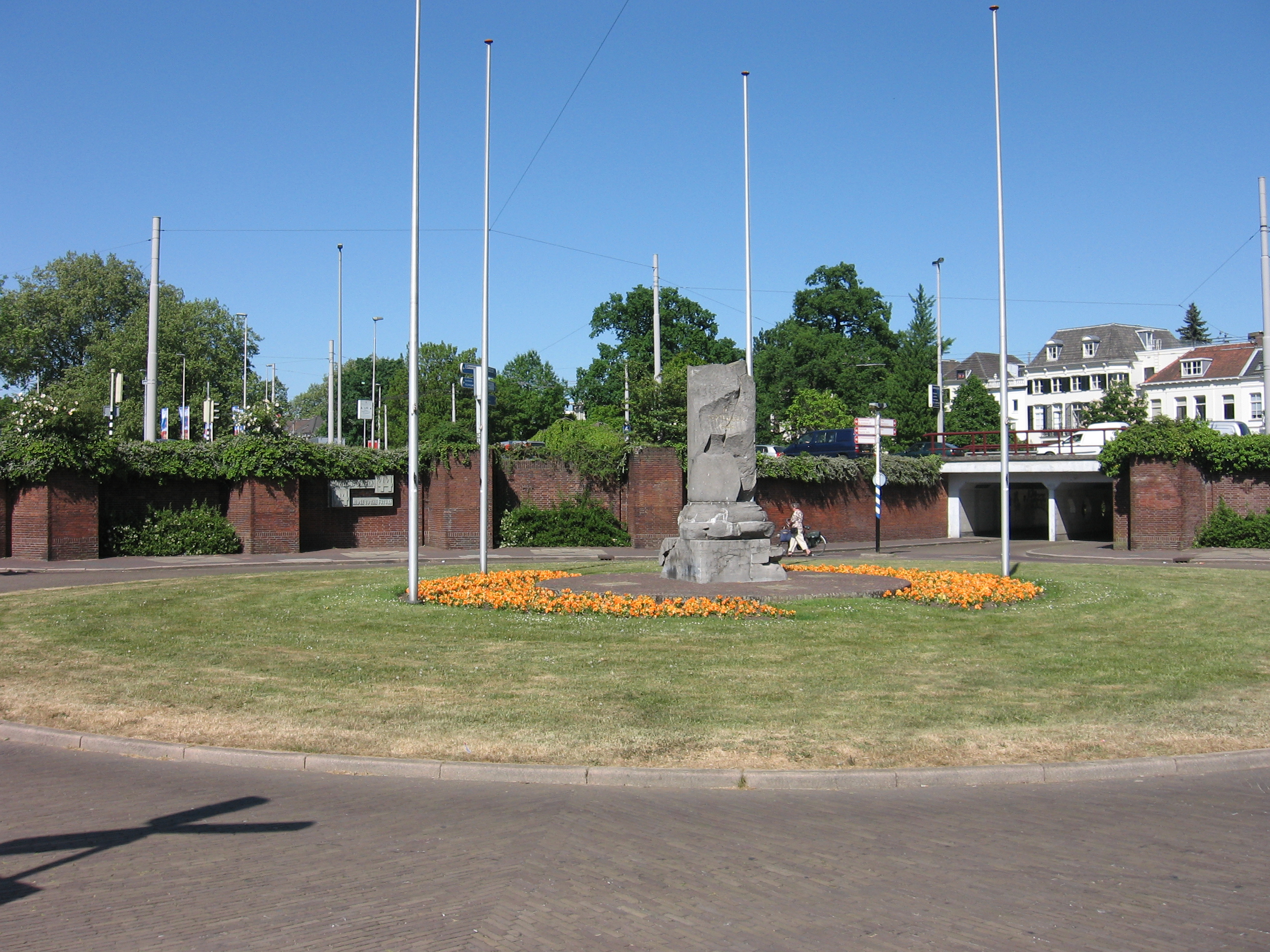
Airborneplein, berenkuil in Arnhem

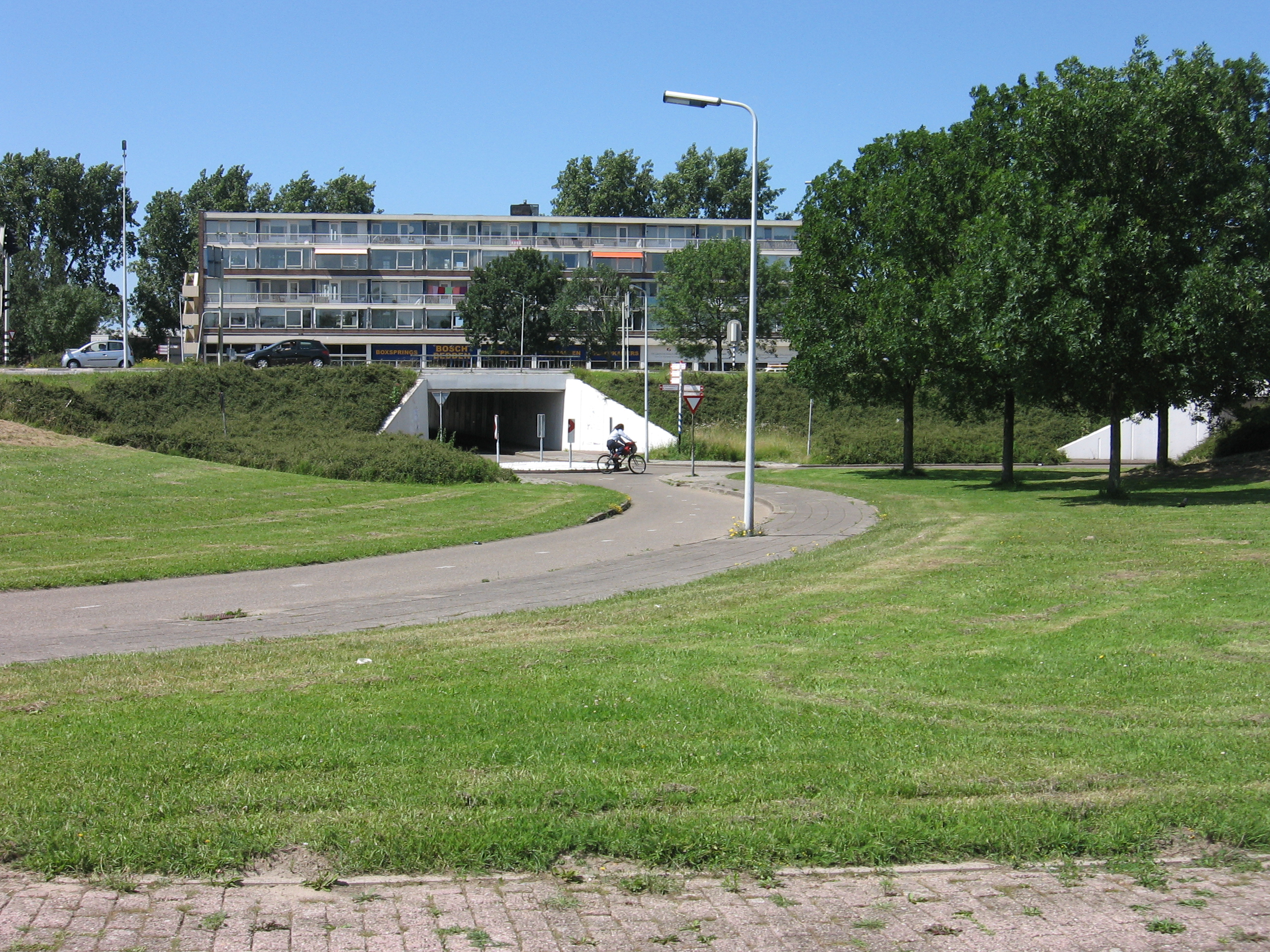
Berenkuil in Leiden (Lammenschansplein)

Een berenkuil is een rotonde waarbij de weg voor het autoverkeer verhoogd is en de fietsers over fietspaden door de 'kuil' in het midden van de rotonde worden geleid. De constructie is genoemd naar de berenkuil die diende om beren te vangen en te houden.
Het prototype van de berenkuil ligt in Utrecht. De Berekuil (zonder n) is daar de officiële naam van.

## Bekende berenkuilen
- De Berekuil (Utrecht), een verkeersplein in het oosten van Utrecht
- Het Airborneplein in Arnhem
- Berenkuil (Eindhoven), een verkeersplein in de Ring van Eindhoven
- Berenkuil (Tiel), een rotonde voor de ontsluiting van de wijk Passewaaij in Tiel
- Berenkuil (Sint-Michielsgestel), een rotonde voor de ontsluiting van het dorp met de Bosscheweg (N617)
- Berenkuil (Rijssen), een verkeersplein in het centrum van Rijssen, het knooppunt van de Morsweg en de Reggesingel (N350)
- Lammenschansplein in Leiden
- Rotonde in Stevenage, Verenigd Koninkrijk.[1]
- De Luxemburgse A4 eindigt bij Esch-sur-Alzette in een berenkuil, maar wordt omgebouwd tot een doorgaande verbinding richting Frankrijk.
- De ovale rotonde gelegen aan het Eugène Verboekhovenplein in Schaarbeek (België) vertoont ook gescheiden verkeersstromen op twee niveaus en staat in het Brusselse bekend onder de onofficiële naam 'Berenkuil' (Frans: La Cage aux Ours). De benaming is echter terug te voeren op een spottende vergelijking die de liberale Schaarbeekse schepen Henri Berg in de negentiende eeuw maakte met de Bärengraben in de Zwitserse stad Bern.[2][3]